# Ice Storm – Der Beginn einer neuen Eiszeit
Ice Storm – Der Beginn einer neuen Eiszeit (Originaltitel Ice Storm) ist ein US-amerikanischer Katastrophenfernsehfilm aus dem Jahr 2023 von Jared Cohn. Der Film setzt die Handlung aus Super Volcano und Megaquake – Kalifornien am Abgrund aus dem Jahr 2022 unmittelbar fort.

## Handlung
Meteorologin und Katastrophenforscherin Dr. Molly Martin, die mit ihrem Team bestehend aus Eric, Natasha, Sven und Yolanda sowohl einen Supervulkanausbruch in Hawaii sowie ein verheerendes Erdbeben an der San-Andreas-Verwerfung verhindern konnte, verschlägt es dieses Mal in den US-Bundesstaat North Carolina. Der Bundesstaat wird von einer starken Kaltfront geplagt, wodurch es durch extrem niedrige Temperaturen und Schneestürme droht einzufrieren. Dazu gehen tennisballgroße Hagelkörner nieder. Schon bald breitet sich der Frost weiter, auch über Staatsgrenzen hinaus, aus.
Das Expertenteam resultiert draus, dass es sich nicht um ein regionales Wetterereignis, sondern um ein globales Wetterphänomen handelt. Ihre Berechnungen zur Folge besteht die Gefahr, dass die Erde innerhalb weniger Tage komplett zufriert. Senator Carlson, der sich Mitten im Wahlkampf zum Präsidenten der Vereinigten Staaten befindet, nimmt Dr. Martins Warnungen erst ernst, als Nordamerika bereits mit dicken Eisschichten zugefroren ist. Schon bald können die Wissenschaftler eine vermeintliche Lösung des Problems präsentieren. Eine Rakete mit einer gewaltigen Ladung der chemischen Substanz Silberiodid könnte helfen das Klimaproblem zu lösen, wenn sie erfolgreich im Auge des Sturms detonieren kann. Da sich der Sturm als noch schlimmer als vermutet herausstellt, kommt man zur Einsicht, dass bei diesem Unwetter eine computergesteuerte Zielführung scheitern würde und man daher eine bemannte Rakete abschießen muss.

## Hintergrund
Der Film erschien am 13. März 2023 in den USA.
Der Film ist eine lose Fortsetzung von Super Volcano und Megaquake – Kalifornien am Abgrund aus dem Jahr 2022.

## Rezeption
In der Internet Movie Database hat der Film bei weniger als 50 Stimmenabgaben eine Wertung von 2,8 von 10,0 möglichen Sternen.